# Petaurillus
Petaurillus — рід гризунів з родини вивіркових (Sciuridae).

## Морфологічні особливості
Petaurillus emiliae — найменша Pteromyini з довжиною голови і тіла 7 см і довжиною хвоста 6 см. Інші види лише трохи більші. Всі види населяють густі тропічні ліси і мало досліджені.

## Поширення та спосіб життя
Кожен з трьох видів зустрічається в дуже обмежених районах Південно-Східної Азії. У той час як Petaurillus kinlochii зустрічається в малайзійському штаті Селангор на півострові Малайзія, два інші види живуть у вузько визначених районах на острові Борнео.

## Види
- Petaurillus emiliae Thomas, 1908
- Petaurillus hosei (Thomas, 1900)
- Petaurillus kinlochii (Robinson and Kloss, 1911)